# 866 (číslo)
Osm set šedesát šest je přirozené číslo. Římskými číslicemi se zapisuje DCCCLXVI a řeckými číslicemi se zapisuje ωξϛʹ. Následuje po čísle osm set šedesát pět a předchází číslu osm set šedesát sedm.

## Matematika
866 je:
- Poloprvočíslo
- Deficientní číslo
- Složené číslo
- Nešťastné číslo

## Astronomie
- (866) Fatme je planetka hlavního pásu, kterou objevil v roce 1917 Max Wolf

## Roky
- 866
- 866 př. n. l.